# Deutscher Fachverband für Agroforstwirtschaft
Der Deutsche Fachverband für Agroforstwirtschaft e. V. – DeFAF – ist ein deutschlandweit agierender, gemeinnütziger Verband für die Förderung der Agroforstwirtschaft und der nachhaltigen Landwirtschaft. Seit 2020 ist der Verein die deutsche Vertretung der Europäischen Agroforst-Föderation (EURAF). Das Hauptanliegen des Verbands ist es, die Agroforstwirtschaft als nachhaltige und innovative Landnutzungsform in Deutschland voranzubringen und so einen Beitrag für eine nachhaltige und zukunftsfähige Landwirtschaft zu leisten.

## Ziele
Der Deutsche Fachverband für Agroforstwirtschaft sieht seine Aufgabe darin, die administrativen und politischen Rahmenbedingungen für die Agroforstwirtschaft in Deutschland zu verbessern. In diesen Prozess sind Verbände aus Landwirtschaft, Wirtschaft, Naturschutz und Gesellschaft einbezogen.
Als gemeinnütziger Verband möchte der DeFAF agroforstlich interessierte Akteure aus allen Lebensbereichen untereinander und mit Landwirten, Wissenschaftlern und Vertretern der Verwaltung und anderer Verbände vernetzen und zu Aspekten der Agroforstwirtschaft in Deutschland informieren. Die Arbeit des DeFAF ist an keine bestimmte landwirtschaftliche Bewirtschaftungsweise gebunden. Er unterstützt Agroforstwirtschaft sowohl in konventionell als auch in ökologisch wirtschaftenden Betrieben und ist offen für alle an Agroforstwirtschaft interessierten Personen.
Schwerpunkte des Vereins liegen in der Bildungs- und Aufklärungsarbeit. Interessenten bietet der Verein eine zentrale Anlaufstelle für ihre Fragen und dient als Kontakt-, Informations- und Bildungsstelle. Die Schaffung einer agroforstlichen Interessenvertretung als Ansprechpartner für Landwirte, Politik und Gesellschaft ist ein weiteres zentrales Ziel des DeFAF.

## Gründung und Vereinsstruktur

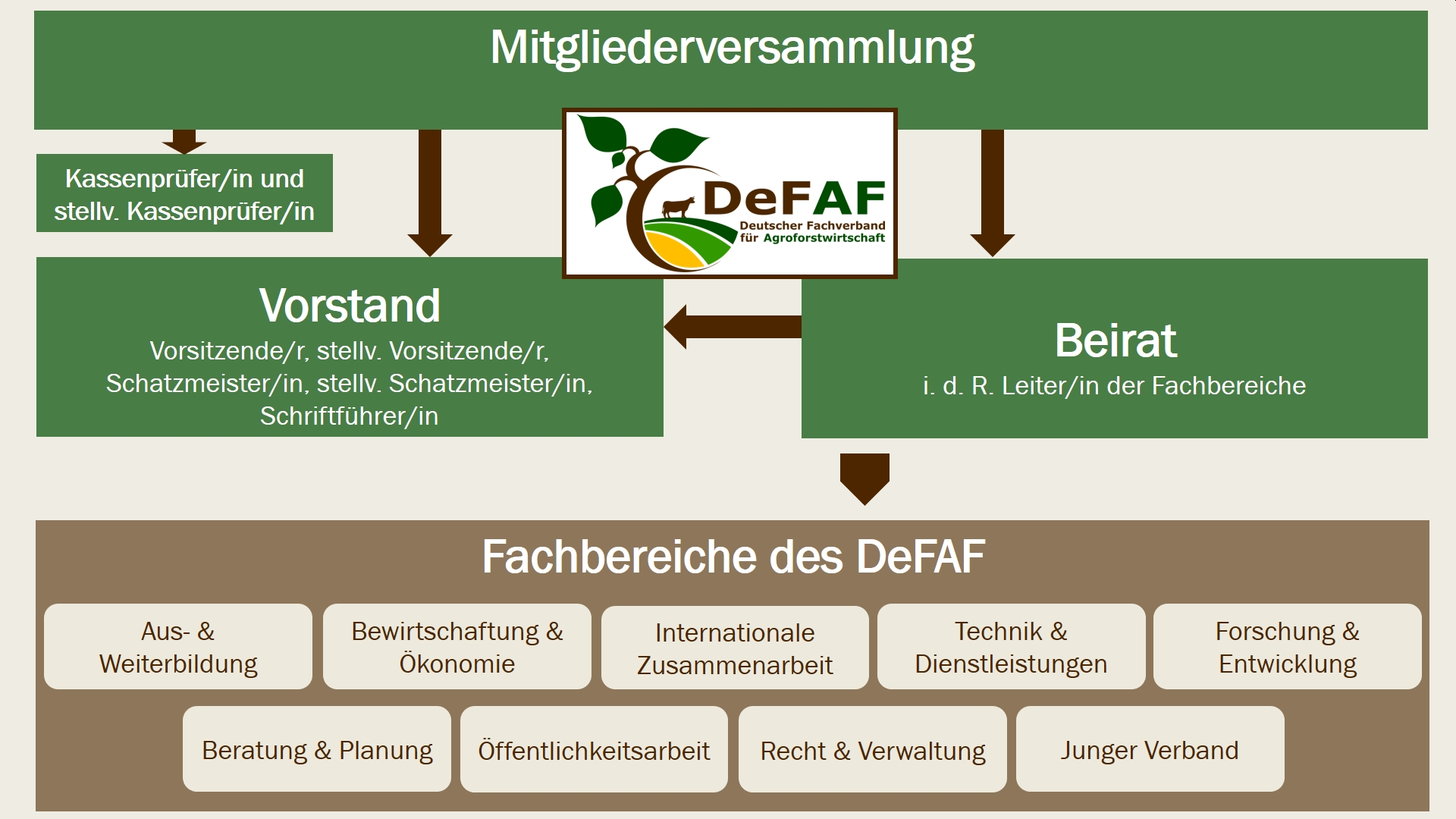
Organigramm DeFAF e. V.

Der DeFAF wurde am 25. Juni 2019 gegründet und hat seinen Sitz in Cottbus.
Der Verband hat einen fünfköpfigen Vorstand und ist in neun Fachbereiche gegliedert. Die Leiter dieser Fachbereiche bilden den Beirat des DeFAF, der den Vorstand in der Entscheidungsfindung berät. Die Geschäfte werden durch zwei Kassenprüfer kontrolliert.
Die Verbandsarbeit erfolgt innerhalb eines bundesweiten Netzwerkes aus Ehrenamtlichen, die sich in einigen Bundesländern auch zu Regionalgruppen zusammengefunden haben. Jedes Mitglied kann in den neun Fachbereichen aktiv mitwirken oder auch nur über deren Arbeit informiert werden.
Finanziert wird der DeFAF zu einem Großteil durch Mitgliedsbeiträge und Spendengelder. Zusätzlich können projektbezogene Fördermittel zur Finanzierung beitragen.
Der DeFAF wird von im Bereich der Landnutzung aktiven Verbänden, aber auch aus Teilen der Politik, lediglich ideell unterstützt und arbeitet unabhängig mit verschiedenen Interessensgruppen und -vertretungen auf fachlicher und politischer Ebene zusammen.

## Strategien
Die Arbeit des DeFAF e. V. untergliedert sich in sechs strategische Ziele:
1. Der DeFAF möchte eine rechtlich verbindliche Definition von Agroforstwirtschaft erwirken, um einen förderfähigen Begriff zu schaffen. Dabei sollte die Vielfalt verschiedener Agroforstsysteme betont werden.
2. Der DeFAF setzt sich dafür ein, dass Agroforstwirtschaft im deutschen Agrarförderrecht berücksichtigt und im Zuge der neuen Förderperiode der Gemeinsamen Agrarpolitik der EU gefördert wird. Hierbei wird eine Förderung über Landesförderprogramme, aber auch eine Förderung auf Bundesebene angestrebt.
3. Um eine Übersicht zu den in Deutschland bereits vorhandenen Agroforstflächen und deren beanspruchten Flächenanteil zu erhalten, soll eine Datenbank als Grundlage einer auf der DeFAF-Homepage befindlichen interaktiven Karte aufgebaut werden. Diese soll als Argumentationsgrundlage genutzt werden, um Agroforstwirtschaft in die Agrarförderung zu integrieren. Damit soll eine möglichst vollständige Dokumentation von existierenden, aktiv genutzten Agroforstflächen erarbeitet und Best-Practice-Beispiele identifiziert werden.
4. Der DeFAF will Landwirte zur Etablierung von Agroforstsystemen motivieren und aktive Agroforstlandwirte begleiten. So werden Landwirte aktiv in die Verbandsarbeit eingebunden. Die Schaffung von Demonstrationsflächen wird dabei eine wichtige Strategie sein, um Best-Practice-Beispiele aufzuzeigen.
5. Der DeFAF möchte langfristig Werkzeuge entwickeln, um die Bevölkerung mit einzubinden und eine gesellschaftliche Teilhabe für die Etablierung von Agroforstsystemen zu erreichen. Gleichzeitig soll  die öffentlichkeitswirksame Diskussion um Agroforstwirtschaft angeregt und aktiv vorangetrieben werden.
6. Die Agroforstwirtschaft soll in die Curricula landwirtschaftlicher Ausbildungsstätten integriert werden. Dafür sollen konstruktive Wege zur Umsetzung aufgezeigt werden. Die Etablierung einer Fachausbildung für Landwirte und landwirtschaftliche Berater ist ein weiteres Mittel, um die Agroforstwirtschaft in Deutschland zu verbreiten.